# Stará Paka
Obec Stará Paka se nachází v okrese Jičín v Královéhradeckém kraji. Žije zde přibližně 2 100 obyvatel.

## Historie
První písemná zmínka o obci pochází z roku 1357.

## Pamětihodnosti
- Kostel svatého Vavřince z let 1854–1860, oltář od Josefa Kramolína[4]
- Kaplička s kamenným pilířem se sochou svatého Jana Nepomuckého
- Krucifix u kostela
- Roubená škola

## Části obce
- Stará Paka
- Brdo
- Karlov
- Krsmol
- Roškopov
- Ústí

## Železnice
Stav popisovaný Ottovým slovníkem trvá i v roce 2012: železniční stanice Stará Paka je železničním uzlem, kde se kříží železniční trať Pardubice–Liberec s tratí Chlumec nad Cidlinou – Trutnov; dále z ní vychází regionální trať Mladá Boleslav – Stará Paka. Na ní je v místní části Ústí ještě zastávka Ústí u Staré Paky.
V roce 1972 zde došlo ke srážce nákladních vlaků, při které byla stanice značně poškozena. Nehoda byla způsobena nedostatečným brzdicím účinkem brzd u nákladního vlaku jedoucího ze směru od Pardubic, který se tak při prudkém klesání mezi Starou Pakou a Horkou u Staré Paky vymkl kontrole. Při vjezdu do Staré Paky lokomotiva vlaku vlivem vysoké rychlosti vykolejila, čelně se srazila s jiným nákladním vlakem stojícím na vedlejší koleji a vlivem velké kinetické energie se nákladní vozy začaly stohovat na sebe.
Nehoda se obešla bez ztrát na životech, zraněni byli strojvedoucí a topič, kteří se po ztrátě kontroly nad svým vlakem rozhodli z lokomotivy vyskočit.

## Významní rodáci a obyvatelé
- Jindřich Hartl 1856–1900), v zahraničí přijal jméno Dobromil Tvrdovič, skladatel a dirigent
- Jaroslav Kašpar (1903–1995), důstojník, účastník zahraničního protinacistického a protikomunistického odboje
- Jindřich Niederle (1840–1875), středoškolský profesor
- Josef Karel Šlejhar (1864–1914), naturalistický spisovatel
- Hana Ptáčková-Luttnová (1882– ?), dramatická spisovatelka